# Erich Raeder
Erich Hans Albert Raeder (Wandsbek, 24 de abril de 1876-Kiel, 6 de noviembre de 1960) fue un Großadmiral (gran almirante) alemán y comandante en jefe de la Kriegsmarine, la marina alemana, durante parte de la Segunda Guerra Mundial. Fue uno de los pocos altos mandos que se atrevió a discutir las decisiones de Adolf Hitler. Fue relevado de su cargo en 1943, siendo sustituido por Karl Dönitz.
«Como jefe supremo de la Armada entre 1928 y 1943, Raeder fue responsable del proceso de rearme y reorganización de la flota de guerra alemana en los años finales de la República de Weimar y durante la mayor parte de la etapa nazi.»

## Biografía
Raeder nació en Wandsbek, entonces una localidad cerca de la ciudad alemana de Hamburgo. Hijo de un profesor de Inglés y Francés y luego un director de escuela, después de su Abitur entró a formar parte en la Marina Imperial Alemana (Kaiserliche Marine) en 1894. Combatió en la Primera Guerra Mundial, participando en la batalla del banco Dogger y en la batalla de Jutlandia.
En 1922 ascendió al grado de contralmirante y en 1925 ya era vicealmirante. En 1928 alcanzó el grado de almirante y fue nombrado comandante en jefe de la marina alemana (Reichsmarine) y jefe del Mando Naval (Marineleitung). Tuvo este puesto hasta 1935. Ya durante la República de Weimar fue responsable de la construcción de más buques de guerra de los permitidos por el Tratado de Versalles y de la construcción de submarinos, igualmente prohibida por dicho tratado. Los británicos, que en ese momento eran la fuerza más poderosa de Europa, no impidieron que los alemanes lo hicieran porque esperaban que el Imperio alemán pudiera actuar como un baluarte contra la Unión Soviética, que entonces se consideraba la amenaza real.
En 1933 se declaró públicamente adherente a Adolf Hitler. Tenía ideas antisemitas, pues luego «declaró su total adhesión al Tercer Reich en su lucha contra "el comunismo y el judaísmo internacional"», pero no era un antisemita radical. Se opuso a la expulsión de los oficiales judíos de la Marina y protestó junto a Günther Lütjens y Karl Dönitz por los sucesos de la noche de los cristales rotos. También aprobó los planes de rearme de Hitler, pero advirtió de un conflicto con la marina británica. Formó parte del Consejo consultivo de Defensa de Reich.
El 17 de enero de 1939 Raeder propuso a Hitler el llamado Plan Z de rearme en secreto, el cual comenzó en 1939 y debía continuarse hasta 1946. Entre otras medidas se encontraban la construcción de una gran cantidad de navíos de guerra de gran desplazamiento y el equipamiento con cañones similares a los de los acorazados de la clase King George británicos, además de la construcción de los submarinos (U-Boote), que se debía realizar en completo secreto.  Dispuso también la conversión de buques mercantes en mercantes armados llamados cruceros auxiliares (Handelsstörkreuzer) con poder de fuego similar al de un crucero ligero.
En 1938, formó parte del Consejo secreto de Asuntos exteriores y pasó a formar parte de las decisiones en la política exterior del Reich.

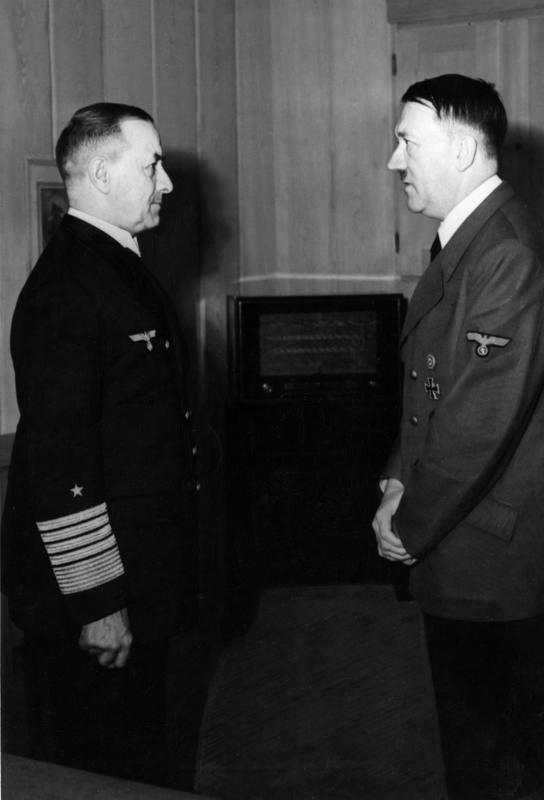
Dimisión del almirante Raeder ante Hitler (1943)

El 1 de abril de 1939 recibió de parte de Hitler, el bastón de mando de Großadmiral (gran almirante) de la Kriegsmarine, convirtiéndose en el primer oficial naval que alcanzó ese honor desde Alfred von Tirpitz. Este rango era equivalente al de Generalfeldmarschall en el Ejército.

### Gestión en periodo de guerra
En octubre de 1939, Raeder sugirió a Hitler la ocupación de Dinamarca y Noruega argumentando que Alemania no podría derrotar a Gran Bretaña a menos que se instalaran bases navales en dichos países. En abril de 1940, Hitler autorizó la Operación Weserübung contra dichas naciones, pero aunque el resultado final fue un éxito, las pérdidas que tuvo la Kriegsmarine en hombres y equipo, le parecieron inaceptables. El plan fue concebido por Theodor Krancke.
Reader difundió en 1940 una estricta directiva a todos los almirantes de flota de que en caso de encontrarse con el enemigo en igualdad de condiciones en alta mar, debían evitar entrar en acción salvo que fuera estrictamente necesario y que el combate con el enemigo fuese inevitable.  Uno de sus subordinados, el almirante Wilhelm Marschall durante la Campaña de Noruega, no acató esta directiva.  El 8 de junio de 1940 Marschall y una parte de sus fuerzas, los acorazados Gneisenau y Scharnhorst, se enfrentaron con el portaaviones británico HMS Glorious y los destructores Acasta y Ardent a unas 280 millas al oeste de Harstad, Noruega. En un combate de dos horas tanto el portaaviones como sus escoltas fueron hundidos, mientras que el Scharnhorst resultó torpedeado por el Acasta y dañado gravemente. Aunque la batalla fue una significativa victoria alemana, Marschall había contrariado la directiva del almirante de flota Erich Raeder y se había enfrentado a un portaaviones enemigo a pesar de tener órdenes de evitar entrar en acción. Las diferencias de Marschall con el Alto Mando Alemán sobre esta acción, unidas a los graves daños recibidos en la proa por el crucero alemán torpedeado, provocaron su sustitución como Jefe de la Flota por el almirante Günther Lütjens.
Raeder se opuso a la Operación León Marino de invasión de Gran Bretaña tal y como era proyectada debido a las restringidas zonas de desembarco y a la presencia de 800 unidades navales enemigas en el área; pensaba que existían otros métodos menos costosos para doblegar a los británicos, especialmente con la fuerza submarina. Advirtió que para llevar a cabo la invasión era imprescindible que la Luftwaffe adquiriera primero el control absoluto de los cielos. Cuando Hermann Göring fracasó en el intento de derrotar a la Royal Air Force (RAF) durante la Batalla de Inglaterra, Raeder le recomendó a Hitler posponer la invasión, finalmente se canceló.
Después del fracaso de la Operación Rheinübung que supuso el hundimiento del Bismarck, Reader propuso a Hitler la construcción de portaviones para apoyar las acciones navales, que solo se materializaría en el portaviones Graf Zeppelin, avanzado en un 80% pero el cual no llegó a estar operativo. La relación entre Raeder y Hitler se comenzó a debilitar después de estos acontecimientos. Hitler desestimó el uso de unidades de superficie en el Atlántico y después del bloqueo del puerto de Brest, Raeder destinó al acorazado Tirpitz a acciones contra los convoyes con destino a la Unión Soviética desde los fiordos de Noruega.
En mayo de 1941 se opuso radicalmente a la Operación Barbarroja de invasión de la Unión Soviética, advirtiendo que Alemania no estaba lista para llevar a cabo esa inmensa operación sin antes asegurar Inglaterra. Adicionalmente la Armada no tenía ningún papel en dicha invasión lo que redundaría en el largo e inconsistente Sitio de Leningrado.

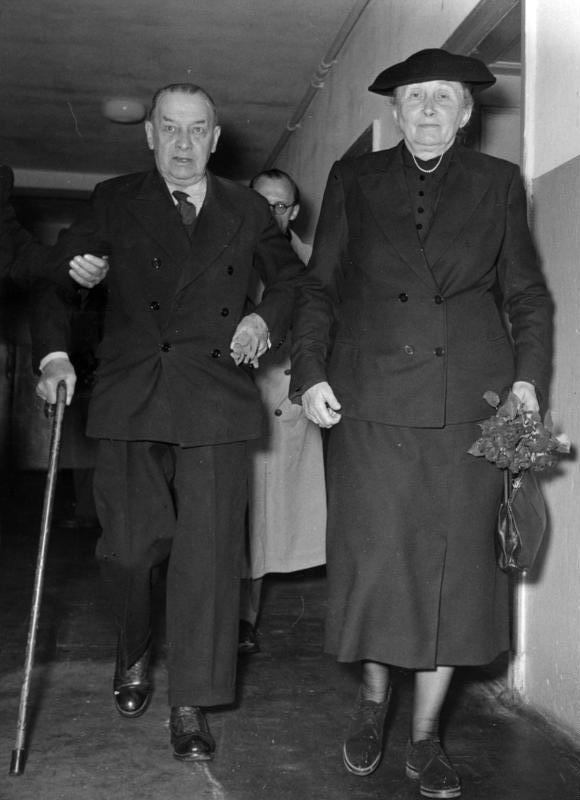
El almirante Raeder y su esposa al momento de su liberación en 1955.

A principios de 1942, Hitler lo reconvino por su aparente impasibilidad ante la situación de los cruceros pesados Scharnhorst, Gneisenau y Prinz Eugen bloqueados en Brest amenazándolo con desarmarlos si no lograba extraerlos del bloqueo, fue el mismo Hitler quien le propuso la Operación Cerberus que finalmente fue llevada a cabo con éxito.
Posteriormente Hitler quedó muy desilusionado con el desempeño de la flota de superficie de la Kriegsmarine después de los éxitos iniciales, siendo su figura oscurecida por la gestión del almirante Karl Dönitz. 
Esta difícil relación con Hitler llegó a su límite el 31 de diciembre de 1942, cuando el Lützow y el Admiral Hipper no pudieron detener un gran convoy aliado navegando en el Ártico en la Batalla del Mar de Barents. Hitler entró en cólera criticando toda la actuación de la Kriegsmarine desde la Primera Guerra Mundial, y acusó a Raeder de incompetente. No tuvo en cuenta Hitler el Plan Z de construcciones navales de Raeder, que prácticamente quedó en el papel, dándole más atención a la construcción de submarinos.
El almirante dimitió el 30 de enero de 1943, siendo nombrado inspector general de la Kriegsmarine, un puesto puramente honorífico, al que renunció en mayo del mismo año. Fue reemplazado por Karl Dönitz como comandante en Jefe de la Kriegsmarine, quien mantuvo el cargo de Comandante en Jefe de la fuerza submarina, única fuerza naval de éxito para Hitler.

## Posguerra
Capturado por los aliados, fue procesado en los Juicios de Núremberg, y el 1 de octubre de 1946 sería condenado a cadena perpetua, principalmente debido a su plan de invasión de Noruega y Dinamarca, aunque esta sentencia fue un tanto controvertida. Fue puesto en libertad en 1955 por razones de salud, y publicó su autobiografía Mein Leben en 1957 en que ensalza la figura de Hitler.
Falleció en Kiel en 1960, a la edad de 84 años. Un año antes en 1959 había fallecido su esposa.

## Condecoraciones

### Condecoraciones alemanas
- Caballero de I Clase de la Orden del Águila Roja (

 Reino de Prusia).
- Caballero de la Orden de la Casa Real de Hohenzollern con Espadas ( Imperio alemán).
- Cruz de IV Clase de la Orden al Mérito Militar de Baviera ( Reino de Baviera).
- Comendador de la Orden imperial de Francisco José ( Imperio austrohúngaro).
- Cruz de Caballero de la Cruz de Hierro ( Alemania nazi).
- Placa Dorada del Partido Nacionalsocialista Alemán de los Trabajadores ( Alemania nazi).

### Condecoraciones extranjeras
- Caballero gran cruz de la Orden del Salvador ( Reino de Italia).
- Caballero gran cruz de la Orden militar de Saboya ( Reino de Italia).
- Caballero gran cruz de la Orden del Salvador ( Grecia).
- Caballero de I Clase de la Orden del Sol Naciente ( Japón).
- Caballero gran cruz de la Orden de la Rosa Blanca ( Finlandia).
- Caballero de la Orden del Águila Blanca ( Polonia).
- Caballero de I Clase de la Orden de San Estanislao ( Imperio ruso).
- Miembro de I Clase de la Orden de Miguel el Valiente ( Rumania).